# Balata

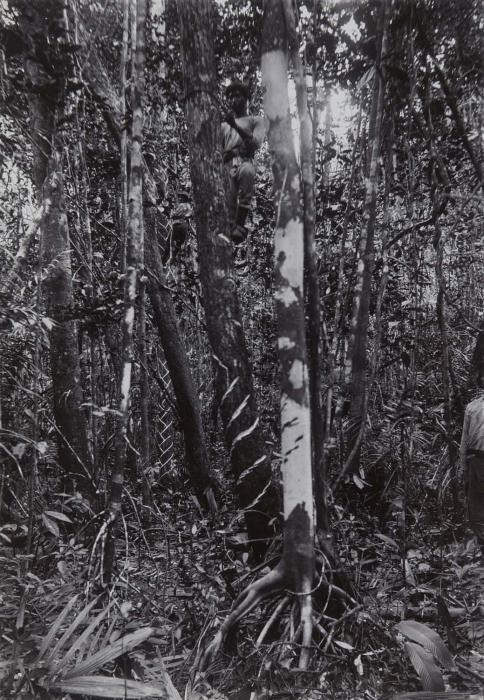
Tappning av balataträd.

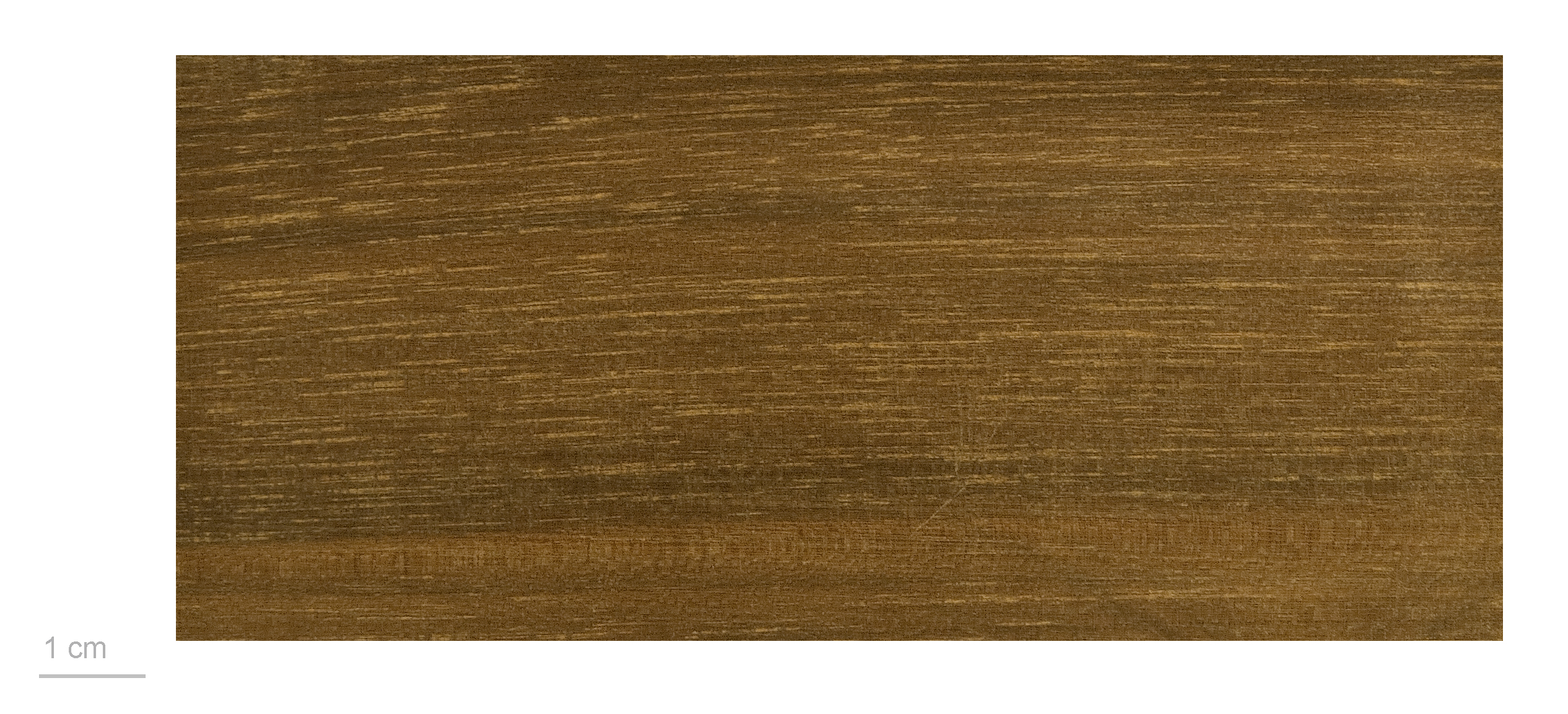
Manilkara bidentata.

Balata är ett ämne liknande guttaperka, som utvinns från trädet Manilkara bidentata (synonymer Manikata bidendata, Mimusops batata, Minusops globosa) som främst växer i Guyana och Västindien. Trädet bildar täta, nästan ogenomträngliga skogar och kan nå en höjd på 35 meter. 
Tappningen av mjölksaften sker genom sicksack-formade snitt i barken och upp till 1 kg mjölksaft kan erhållas från ett medelstort träd. Den insamlade saften får genomgå en jäsningsprocess varvid en grå, brun eller rödaktig massa med inslag av mörka partiklar bildas. Skillnaden mellan balata och guttaperka är att balata ej påverkas av ljus och luft medan guttaperkan blir hård och spröd.

## Användning
Balata är mycket starkt och ej elastiskt, varför det är särskilt lämpat för tillverkning av drivremmar och transportband. Det har tidigare också använts till höljet på golfbollar.
Balataträdets mycket hårda ved kan användas som nyttovirke. Det är så hårt att spikning måste ske i förborrade hål, och det sjunker i vatten.
Latexen kan användas som råvara för tillverkning av tuggummi.
Frukten är ätlig.